# Caccobius demangei
Caccobius demangei är en skalbaggsart som beskrevs av Antoine Boucomont 1919. Caccobius demangei ingår i släktet Caccobius och familjen bladhorningar. Inga underarter finns listade.